# Jan Lebenstein
Jan Lebenstein (Brěst, 5 gennaio 1930 – Cracovia, 28 maggio 1999) è stato un pittore polacco.

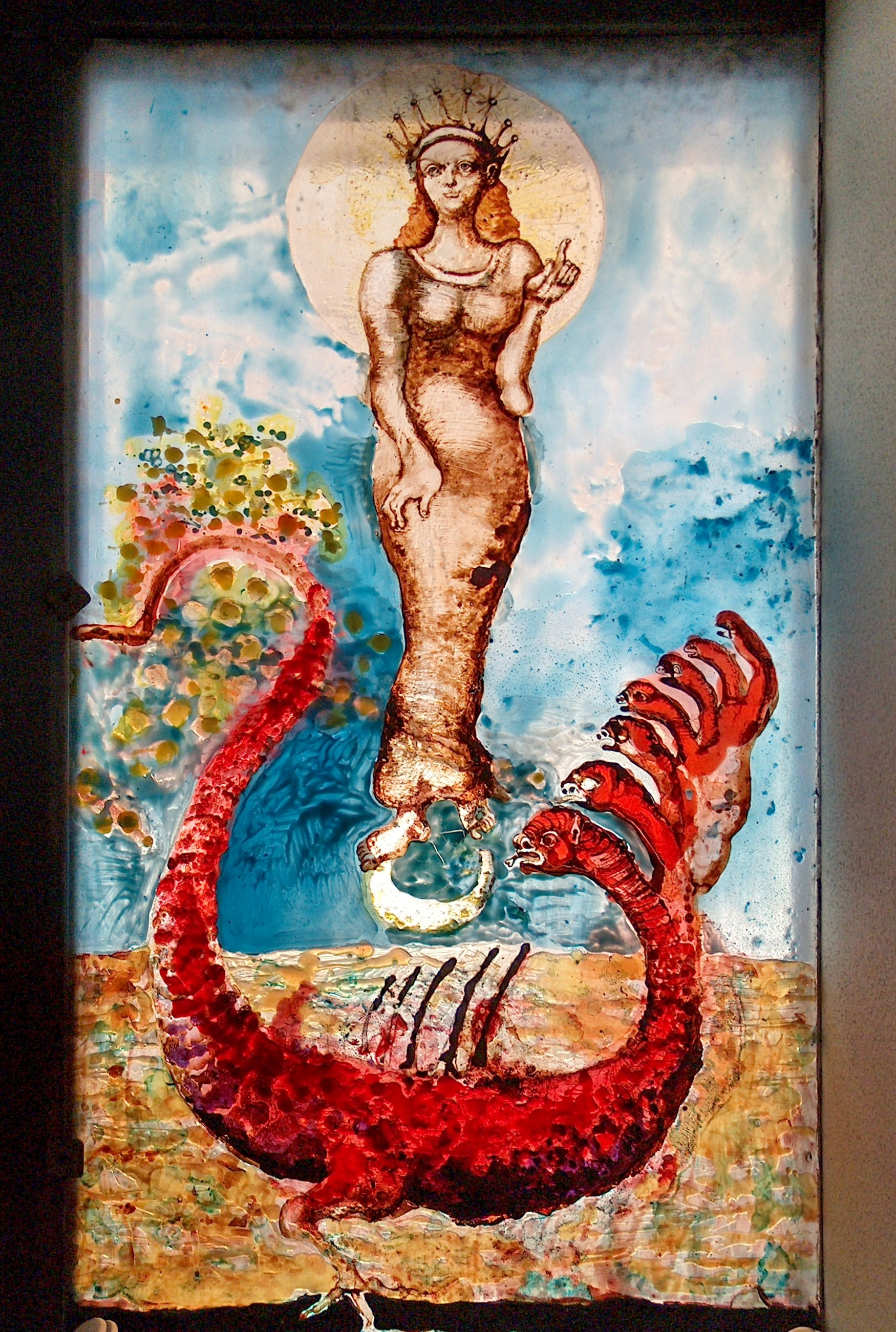
Vetrata di Lebenstein

Lebenstein studiò pittura all'Accademia di Belle Arti di Varsavia (dal 1948 al 1954), sotto la guida del prof. Artur Nacht-Samborski. 
Debuttò nel periodo che precedette il post-thaw, durante l'Esibizione dei Giovani Artisti Visivi "Contro la Guerra, Contro il Fascismo" all'arsenale di Varsavia (1955) mostrando una serie di modesti paesaggi nostalgici che ritraevano gli spenti suburbani di Varsavia.
Sia i suoi soggetti che il loro linguaggio riflettono il fascino dell'artista nei confronti dell'arte di Maurice Utrillo.
L'arte di Lebenstein costituisce un distinto e indipendente stile creativo.

## Documentari
- Jan Lebenstein di Elzbieta Sitek (1993)
- Jan Lebenstein - Dziennik samotnika di Andrzej Wolski (2000)